# 壮士劇場
『壮士劇場』（そうしげきじょう）は、1947年（昭和22年）5月6日公開の日本映画である。大映製作・配給。監督は稲垣浩、主演は阪東妻三郎。モノクロ、スタンダード、93分。
憲法普及会の企画によって日本国憲法発布記念映画としてつくられた3本の映画のうちの一本。新しい日本国憲法の「国民主権」と基本的人権の尊重に因み、自由民権運動を主題とする映画となっている。

## あらすじ
中江兆民らの自由党に岡山出身の士族、角藤定憲が上京して、参加した。角藤は苦しいなかで、大阪で壮士芝居の公演を続けるが、解散の危機に直面する。しかし、ついに、東京公演を迎える運びとなった。

## スタッフ
- 企画：松山英夫
- 脚本：八尋不二
- 撮影：宮川一夫、石本秀雄、牧浦地志
- 録音：中村敏夫、長岡榮
- 音楽：西梧郎
- 美術：角井平吉
- 照明：加藤庄之亟
- 編輯：西田重雄
- 記録：藤本文枝
- 装置：林米松
- 背景：太田多三郎
- 装飾：松本春造
- 美粧：湯本秀夫
- 結髪：花谷花子
- 衣裳：黒澤好子
- 寫眞：齋藤勘一
- 演技事務：久松健二
- 進行：村井頼男
- 製作主任：黒田豊
- 監督：稲垣浩
- 監督補：田坂勝彦、安田公義
- 助監督：渡辺實

## キャスト
- 角藤定憲：阪東妻三郎
- さつき：入江たか子(東宝)
- 鳥尾道秋：月形龍之介
- 中江兆民：香川良介
- 伊三郎：葛木香一
- 名和彦助：荒木忍
- 波多野明良：寺島貢
- 熊太郎：山本禮三郎
- 横田金馬：尾上菊太郎
- 笠井榮次郎：原健作
- 神原清三郎：原聖四郎
- 岩尾一：中野清
- 森健吉：伊達三郎
- 柴山逸太郎：加賀美健一
- 黒松幸二郎：満井龍
- ○亀：上田吉二郎
- 庄五郎：村田宏壽
- 交番の巡査：水野浩
- 辻勘：上田寛
- 黒川巡査：葉山富之輔
- 井川：大隈一郎
- 客：牧龍介
- おしづ：日高澄子
- 名和竹野：東町友惠
- 名和貞江：常盤操子
- お玉：高木峰子